# 사라왁주의 기

사라왁 주의 기 (1988년 ~ 현재)

사라왁 주의 기는 화이트 라자의 사라왁 왕국의 국기에 기초를 두고 있으며, 동남아시아 왕실의 황색을 포함한다. 

## 역사

최초의 사라왁 왕국의 국기 (1841년 - 1848년)

사라왁의 최초 라자인 제임스 브룩은 원래 성 게오르기우스 십자를 국기로 사용했다. 사라왁이 1845년에 만든 깃발이 있다고 결정한 것은 1848년 9월 21일까지였다. 최초의 사라왁 왕국의 국기는 원래 브룩의 문장을 기초로 한 것으로 여겨지는 노란색에 절반은 파란색, 절반은 빨간색 십자가로 구성되었다. 첫번째 깃발이 보라색과 빨간색 또는 파란색과 빨간색으로 구성되어 있는지에 대한 논란이 있다. 